# Менандс (Нью-Йорк)
Менандс (англ. Menands) — селище (англ. village) в США, в окрузі Олбані штату Нью-Йорк. Населення — 4554 особи (2020).

## Географія
Менандс розташований за координатами 42°41′28″ пн. ш. 73°43′34″ зх. д. / 42.69111° пн. ш. 73.72611° зх. д. (42.691180, -73.726188).  За даними Бюро перепису населення США в 2010 році селище мало площу 8,57 км², з яких 7,92 км² — суходіл та 0,65 км² — водойми.

## Демографія
Згідно з переписом 2010 року, у селищі мешкало 3990 осіб у 1888 домогосподарствах у складі 966 родин. Густота населення становила 466 осіб/км².  Було 2047 помешкань (239/км²).
Расовий склад населення:
| - 70,8 % — білих - 13,2 % — азіатів - 12,2 % — чорних або афроамериканців - 0,3 % — корінних американців - 1,1 % — осіб інших рас |

До двох чи більше рас належало 2,5 %. Частка іспаномовних становила 3,8 % від усіх жителів.
За віковим діапазоном населення розподілялося таким чином: 18,3 % — особи молодші 18 років, 64,5 % — особи у віці 18—64 років, 17,2 % — особи у віці 65 років та старші. Медіана віку мешканця становила 41,5 року. На 100 осіб жіночої статі у селищі припадало 91,1 чоловіків;  на 100 жінок у віці від 18 років та старших — 87,1 чоловіків також старших 18 років.
Середній дохід на одне домашнє господарство  становив 81 957 доларів США (медіана — 62 683), а середній дохід на одну сім'ю — 100 136 доларів (медіана — 76 277). За межею бідності перебувало 6,4 % осіб, у тому числі 3,1 % дітей у віці до 18 років та 18,5 % осіб у віці 65 років та старших.
Цивільне працевлаштоване населення становило 2289 осіб. Основні галузі зайнятості: освіта, охорона здоров'я та соціальна допомога — 26,1 %, публічна адміністрація — 16,1 %, науковці, спеціалісти, менеджери — 14,4 %, фінанси, страхування та нерухомість — 13,7 %.